# Divisione No. 11 (Terranova e Labrador)
La Divisione No. 11 è una divisione censuaria di Terranova e Labrador, Canada di 2.414 abitanti.

## Comunità
- Città

Hopedale, Makkovik, Nain, Postville, Rigolet